# Iugorsk
Iugorsk (en rus: Югорск) és una ciutat de Rússia, del Districte Autònom Khanti-Mansi — Iugrà. La població és, segons el cens rus de 2023, de 38.600 habitants. Iugorsk es troba a la plana de Sibèria occidental, a 5 km del riu Ess. Es troba a 306 km a l'oest de Khanti-Mansisk, la capital de la regió, i a 1.605 km al nord-est de Moscou, la capital del país.

## Història
L'origen de Iugorsk es remunta a la creació el 1963 d'una primera aglomeració anomenada Komsomolski, que fou necessària per al desenvolupament de la indústria de fusta i de gas natural. La creació de la localitat fou a causa de l'exploració dels jaciments de gas de Sibèria occidental. El març de 1959 es creà la línia ferroviària Obi-Ívdel, i en aquella mateixa època, la taiga fou explorada i es crearen els primers centres d'explotació de fusta.
La vila es reanomenà Iugorsk el juliol de 1992, nom que prové de la terra Iugra, el lloc d'on vénen els pobles khanti i mansi. Aquell mateix any obrí la gran catedral ortodoxa de Sant Sergi Radonege, després de la benedicció del patriarca de Moscou Aleix II.